# Etzaz Hussain
Etzaz Muzafar Hussain (Oslo, 27 gennaio 1993) è un calciatore norvegese, centrocampista dell'Odd.

## Caratteristiche tecniche
Hussain può giocare da centrocampista o da attaccante. È conosciuto per la sua buona tecnica di base.

## Carriera

### Club
Hussain ha firmato per il Manchester United il 27 gennaio 2009. Il calciatore si è accordato per un contratto della durata di due anni e mezzo con i Red Devils. Il Manchester lo aveva iniziato a seguire due anni prima. Il calciatore ha subito un infortunio alla spalla nel periodo natalizio, ma si è ripreso a gennaio; ha siglato ufficialmente l'accordo al compimento del 17º anno d'età. Ha giocato 18 partite per la formazione Under-18 del club e 2 per la squadra riserve.
Hussain è passato  al Vålerenga agli inizi del 2011 e i termini del trasferimento sono rimasti privati. Ha debuttato per il club, seppure in amichevole, il 18 gennaio: ha sostituito Shåresh Ahmadi nella sconfitta per 1-4 contro l'HamKam. Il tecnico del club, Martin Andresen, ha dichiarato che il calciatore era al confine tra la formazione giovanile del club e la prima squadra.
Il 17 marzo 2011, Hussain si è trasferito al Fredrikstad. Ha firmato un contratto dalla durata triennale e ha scelto la maglia numero 20. Il centrocampista ha lasciato il Vålerenga a parametro zero e la società ha motivato la separazione facendo riferimento a diversi punti di vista sulla sua gestione.
Ha debuttato nell'Eliteserien il 25 aprile, sostituendo Jan Tore Ophaug nella sconfitta per 3-1 in casa dello Stabæk. Il 16 ottobre successivo, è arrivata la sua prima rete: è stato autore di un gol nella sconfitta per 3-2 contro lo Haugesund.
Il 28 luglio 2012 è stato acquistato dal Molde, a partire dal 1º agosto successivo. Ha firmato un contratto della durata di tre anni e mezzo. Il 4 ottobre 2014 ha vinto il campionato 2014 con il suo Molde, raggiungendo matematicamente il successo finale con quattro giornate d'anticipo grazie alla vittoria per 1-2 sul campo del Viking. Il 23 novembre successivo, il Molde ha centrato il successo finale nel Norgesmesterskapet 2014, ottenendo così il double. Si è svincolato al termine del campionato 2015.
Il 7 gennaio 2016 è passato ufficialmente ai turchi del Sivasspor, militanti nella Süper Lig, massima divisione locale: ha firmato un contratto valido per i successivi due anni e mezzo. Ha esordito nella Süper Lig il 16 gennaio seguente, schierato titolare nella sconfitta per 3-1 maturata sul campo del Galatasaray. Ha totalizzato 8 presenze in squadra in questa porzione di stagione, attraverso cui non è riuscito ad evitare la retrocessione del Sivasspor in 1. Lig. Nel mese di luglio 2016 ha così rescisso il contratto che lo legava al club, che aveva l'obiettivo di ridurre i costi a causa della relegazione. Senza squadra, Hussain è tornato in Norvegia e si è aggregato al Follo per mantenersi in allenamento.
Libero da vincoli contrattuali, nel mese di ottobre 2016 è passato al Rudeš Zagabria, compagine croata militante in Druga HNL, seconda divisione del campionato locale. Il 26 ottobre ha disputato la prima partita in squadra, subentrando a Mario Ćubel nella sconfitta per 3-5 ai tempi supplementari della sfida contro il Rijeka, valida per gli ottavi di finale della Hrvatski nogometni kup.
Dopo essersi allenato con il resto della squadra nelle precedenti settimane, in data 28 febbraio 2017 ha firmato ufficialmente un contratto con il Molde, tornando a vestire la maglia del club dopo poco più di un anno. Il 16 agosto successivo è passato all'Odd con la formula del prestito, sino al termine della stagione.
Il 31 gennaio 2020 ha prolungato il contratto che lo legava al Molde fino al 31 dicembre 2022.
Il 20 gennaio 2023, i ciprioti dell'Apollōn Limassol hanno reso noto d'aver raggiunto un principio d'accordo per l'ingaggio di Hussain, svincolato dal Molde, soggetto al buon esito delle visite mediche. Il 24 gennaio sono stati limati gli ultimi dettagli e il calciatore ha firmato un accordo con il club, scegliendo di vestire la maglia numero 18.
Il 26 febbraio 2024 ha fatto ritorno in Norvegia, firmando per l'Odd.

### Nazionale
Ha giocato numerose partite con le varie nazionali giovanili norvegesi.

## Statistiche

### Presenze e reti nei club
Statistiche aggiornate al 26 febbraio 2024.
| Stagione                | Club                    | Campionato              | Campionato | Campionato | Coppe nazionali | Coppe nazionali | Coppe nazionali | Coppe continentali | Coppe continentali | Coppe continentali | Supercoppe | Supercoppe | Supercoppe | Totale | Totale |
| Stagione                | Club                    | Comp                    | Pres       | Reti       | Comp            | Pres            | Reti            | Comp               | Pres               | Reti               | Comp       | Pres       | Reti       | Pres   | Reti   |
| ----------------------- | ----------------------- | ----------------------- | ---------- | ---------- | --------------- | --------------- | --------------- | ------------------ | ------------------ | ------------------ | ---------- | ---------- | ---------- | ------ | ------ |
| gen.-mar. 2011          | Vålerenga               | ES                      | 0          | 0          | CN              | 0               | 0               | UEL                | 0                  | 0                  | -          | -          | -          | 0      | 0      |
| 2011                    | Fredrikstad             | ES                      | 20         | 2          | CN              | 4               | 1               | -                  | -                  | -                  | -          | -          | -          | 24     | 3      |
| gen.-ago. 2012          | Fredrikstad             | ES                      | 12         | 3          | CN              | 2               | 1               | -                  | -                  | -                  | -          | -          | -          | 14     | 4      |
| Totale Fredrikstad      | Totale Fredrikstad      | Totale Fredrikstad      | 32         | 5          |                 | 6               | 2               |                    | -                  | -                  |            | -          | -          | 38     | 7      |
| ago.-dic. 2012          | Molde                   | ES                      | 10         | 2          | CN              | 2               | 0               | UCL+UEL            | 0+8                | 0                  | -          | -          | -          | 20     | 2      |
| 2013                    | Molde                   | ES                      | 22         | 2          | CN              | 6               | 1               | UCL+UEL            | 2+1                | 0                  | -          | -          | -          | 31     | 3      |
| 2014                    | Molde                   | ES                      | 19         | 1          | CN              | 6               | 0               | UEL                | 2                  | 0                  | -          | -          | -          | 27     | 1      |
| 2015                    | Molde                   | ES                      | 27         | 1          | CN              | 3               | 0               | UCL+UEL            | 4+6                | 1+1                | -          | -          | -          | 40     | 3      |
| gen.-giu. 2016          | Sivasspor               | SL                      | 8          | 0          | CT              | -               | -               | -                  | -                  | -                  | -          | -          | -          | 8      | 0      |
| ott.-dic. 2016          | Rudeš Zagabria          | 2.HNL                   | 3          | 0          | CC              | 1               | 0               | -                  | -                  | -                  | -          | -          | -          | 4      | 0      |
| feb.-ago. 2017          | Molde                   | ES                      | 13         | 1          | CN              | 4               | 1               | -                  | -                  | -                  | -          | -          | -          | 17     | 2      |
| ago.-dic. 2017          | Odd                     | ES                      | 11         | 3          | CN              | -               | -               | UEL                | -                  | -                  | -          | -          | -          | 11     | 3      |
| 2018                    | Molde                   | ES                      | 23         | 5          | CN              | 2               | 0               | UEL                | 7                  | 1                  | -          | -          | -          | 32     | 6      |
| 2019                    | Molde                   | ES                      | 16         | 4          | CN              | 1               | 0               | UEL                | 8                  | 1                  | -          | -          | -          | 25     | 5      |
| 2020                    | Molde                   | ES                      | 28         | 8          | -               | -               | -               | UCL+UEL            | 5+7                | 1+1                | -          | -          | -          | 40     | 10     |
| 2021                    | Molde                   | ES                      | 27         | 2          | CN              | 4               | 0               | UECL               | 3                  | 1                  | -          | -          | -          | 34     | 3      |
| 2022                    | Molde                   | ES                      | 18         | 2          | CN              | 0               | 0               | UECL               | 9                  | 2                  | -          | -          | -          | 27     | 4      |
| Totale Molde            | Totale Molde            | Totale Molde            | 203        | 28         |                 | 28              | 2               |                    | 62                 | 9                  |            | -          | -          | 293    | 39     |
| gen.-giu. 2023          | Apollōn Limassol        | A                       | 5          | 0          | CC              | 0               | 0               | UECL               | -                  | -                  | SC         | -          | -          | 5      | 0      |
| 2023-gen. 2024          | Apollōn Limassol        | A                       | 2          | 0          | CC              | 0               | 0               | -                  | -                  | -                  | -          | -          | -          | 2      | 0      |
| Totale Apollōn Limassol | Totale Apollōn Limassol | Totale Apollōn Limassol | 7          | 0          |                 | 0               | 0               |                    | -                  | -                  |            | -          | -          | 300    | 39     |
| 2024                    | Odd                     | ES                      | 0          | 0          | CN              | 0               | 0               | -                  | -                  | -                  | -          | -          | -          | 0      | 0      |
| Totale Odd              | Totale Odd              | Totale Odd              | 11         | 3          |                 | 0               | 0               |                    | -                  | -                  |            | -          | -          | 11     | 3      |
| Totale                  | Totale                  | Totale                  | 264        | 36         |                 | 35              | 4               |                    | 62                 | 9                  |            | -          | -          | 361    | 48     |

## Palmarès

### Club

#### Competizioni nazionali
- Coppa di Lega inglese: 1

Manchester United: 2009-2010
- Campionato norvegese: 3

Molde: 2012, 2014, 2019
- Coppa di Norvegia: 3

Molde: 2012, 2013, 2021-2022